# DS 3 Crossback
La DS 3 Crossback (ribattezzata dal 2022 DS 3 in seguito al restyling) è un'autovettura costruita dalla casa automobilistica francese DS Automobiles di tipo SUV, prodotta dal dicembre 2018 nello stabilimento di Poissy. 
Sostituisce la DS 3, della quale mantiene il nome ma non la carrozzeria, essendo un SUV a 5 porte.

## Profilo e contesto
Il veicolo è stato presentato per la prima volta il 13 settembre 2018 e il debutto al pubblica è avvenuto all'88º Salone dell'Automobile di Parigi nell'ottobre del 2018. È la prima vettura basato sulla nuova piattaforma PSA CMP utilizzata dalla Opel Corsa di sesta generazione e dalla Peugeot 208. I propulsori comprendono una gamma di motori a benzina 1,2 litri 3 cilindri turbo, un 1,5 diesel e una versione elettrica con motore da 136 CV.

### Caratteristiche tecniche
La vettura è basata sul pianale modulare CMP, sviluppato dal gruppo PSA per SUV e compatte del segmento B e destinato a ospitare sia motori termici sia elettrici.
La DS 3 Crossback monta motore anteriore traversale e nella sua gamma sono offerte motorizzazioni a benzina, a gasolio ed elettriche. I motori benzina sono 1.2 3 cilindri turbo PureTech 100 (disponibile solo con cambio manuale a 6 rapporti) e 130 (solo con cambio automatico EAT8 a 8 rapporti con palette al volante). I diesel sono 1.5 a 4 cilindri turbo BlueHDi 100 con cambio manuale e 130 con automatico. 
L'allestimento Performance Line, il più sportivo della gamma, offre un motore turbo a benzina da 155 CV, la motorizzazione più estrema e sportiva oltreché la più potente della gamma.
La versione elettrica, denominata E-Tense, sfrutta lo stesso powertrain delle cugine e-208 ed e-2008; ciò è reso possibile grazie alla natura della piattaforma su cui si basa, la quale consente di montare il pacco batterie in luogo del serbatoio del carburante, sotto il tunnel centrale e sotto i sedili posteriori. Il motore è anteriore e un motore elettrico trifase capace di sprigionare una potenza di 100 kW (136 CV) e, grazie alla batteria di 50 kW, di raggiungere un'autonomia massima di 320 km secondo il ciclo WLTP. La denominazione E-Tense, inoltre, deriva anche dalla monoposto di Formula E Campione del mondo (2018-2019 e 2019-2020).

### Design interno ed esterno
La DS 3 Crossback, rispetto alla precedente DS 3, cambia in modo radicale il suo design, grazie anche a un cambio di carrozzeria e tipo di auto.
All'esterno, troviamo delle linee fedeli al family feeling della casa francese, infatti l'anteriore è caratterizzato dalla grande calandra a esagono che adotta come griglia dei piccoli rombi che sono tra l'altro, il simbolo con cui si riconosce la casa francese, con al centro anche il logo. Ai lati del frontale troviamo i fari che hanno una forma molto particolare, con una rientranza nella parte superiore e vengono sostenuti in modo virtuale da dei prolungamenti della calandra. I fari, possono essere alogeni in tutte le versioni e a LED-Matrix come optional, i quali utilizzano tre moduli LED per gli anabbaglianti e un modulo da 15 segmenti di matrix-LED per la funzione abbagliante. Sotto a questi fari troviamo una striscia di LED che dal faro scende verso la parte bassa formando una piccola curva poco sotto il faro anteriore. Sotto la calandra troviamo una feritoia utile per il raffreddamento, con al centro il radar per la frenata automatica d'emergenza e il cruse control adattivo.
La fiancata vede come quasi tutti i SUV della sua categoria la linea del tetto che scende verso il posteriore, così da conferire un po' dinamicità alla fiancata, con una pinna che è collocata nella porta posteriore rimandando anche alla precedente DS 3. Una particolarità la quale rende l'unica della categoria ad avere le maniglie a scomparsa che la rendono, a una prima occhiata molto elegante e raffinata. Troviamo anche una linea abbastanza marcata nella parte bassa che collega i due archi ruota.

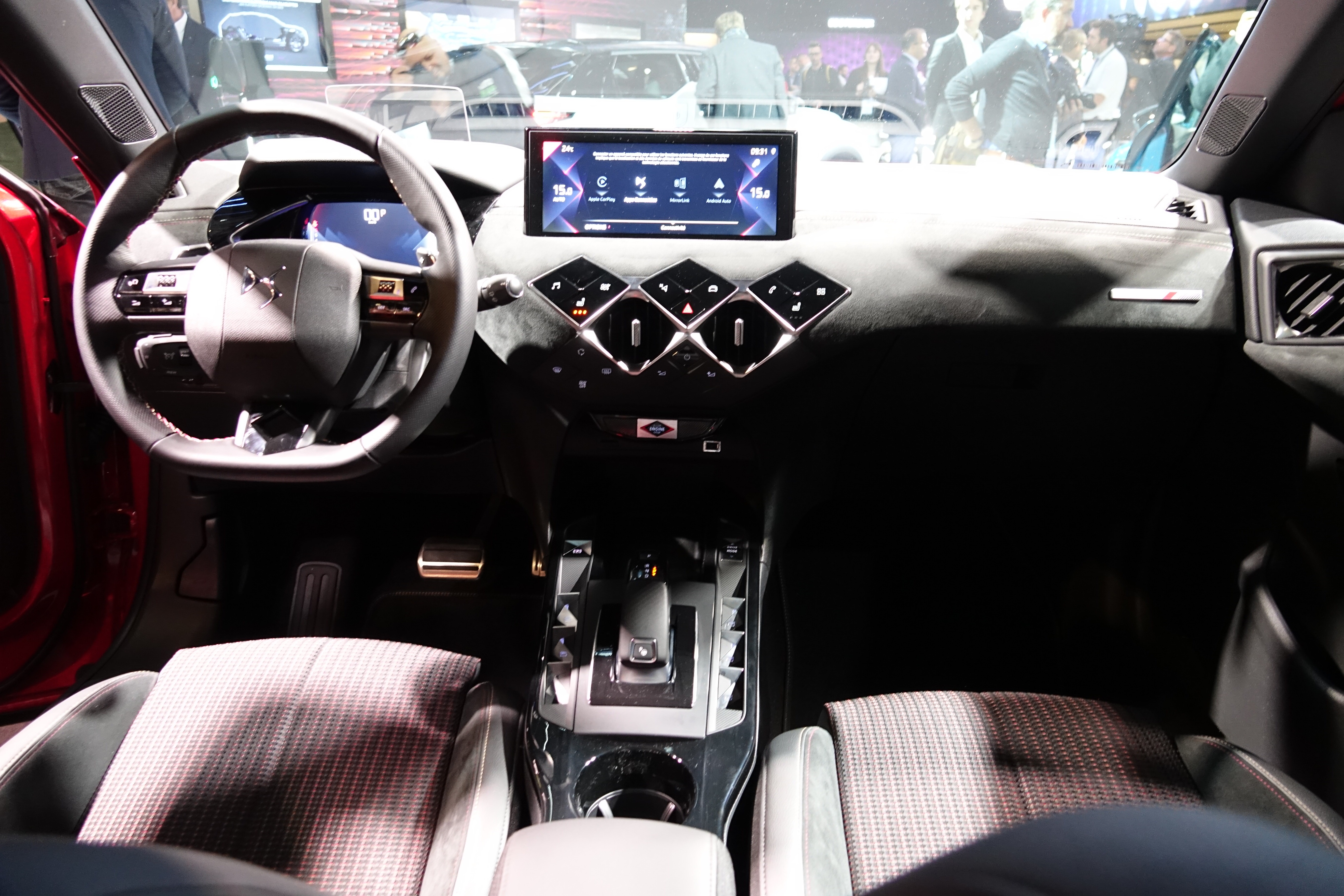
Gli interni

La parte posteriore si ispira fortemente alla DS 7 Crossback, il design posteriore è molto rotondo, con un lunotto inclinato che abbraccia il posteriore e i fari che sono uniti e contornati da una cromatura orizzontale. Al di sotto troviamo il logo e il modello dell'auto con ai lati due finte prese d'aria che rendono, così l'auto ben piantata a terra. Alla base troviamo i cordolini in plastica grezza che circondano l'auto dove abbiamo, il faro fendinebbia posizionato centralmente e il tubo di scarico laterale il quale come tutte le auto di produzione PSA variano a seconda della motorizzazione e possono essere singolo nero o satinato o doppio satinato.
Gli interni cercano di essere più raffinati possibili, utilizzando anche materiali di qualità come pelle o alcantara. Troviamo un particolare segno distintivo, ossia il rombo che ci fa già capire che ci troviamo su una DS. Infatti il tema romboidale lo ritroviamo nella pulsanteria centrale, nelle bocchette centrali e in qualche imputura del cruscotto. Anche il volante è ripreso dalla DS 7 ma non la strumentazione, questa ripresa solo in parte visto che il quadro strumenti ha una dimensione da 7" e il display dell'infotaiment da 7 o 10" senza possibilità di aumentare la dimensione del quadro strumenti.
Anche qui abbiamo ampie possibilità di personalizzazioni con la possibilità di scegliere se avere il tetto di colore nero o bianco, assieme agli specchietti oppure abbiamo la possibilità di trasformare tutte quelle parti cromate in colore nero.

### Allestimenti
Gli allestimenti previsti per la DS 3 Crossback sono tre:
- So Chic, più accessoriata e rifinita

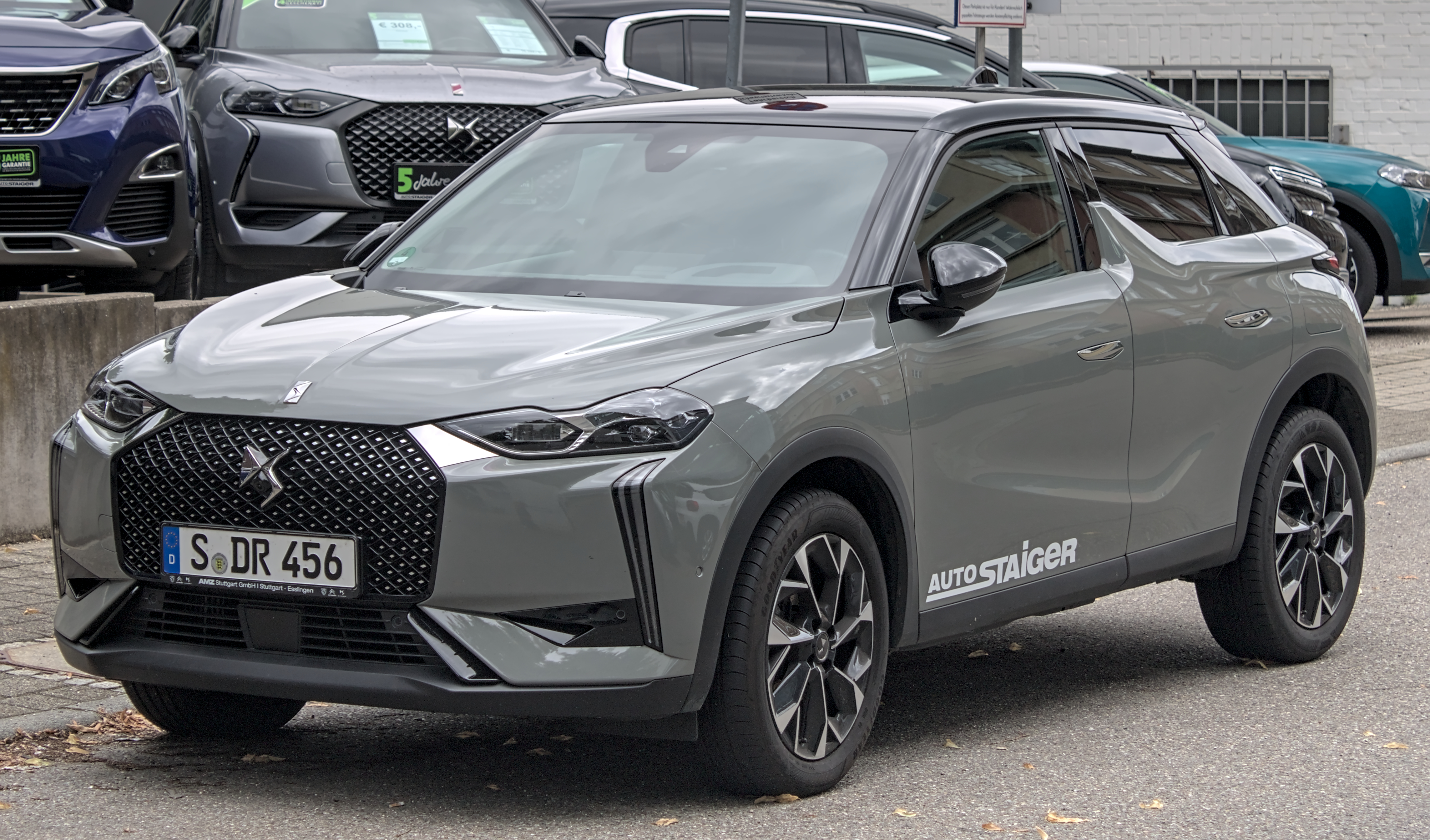
DS 3 Restyling

- Performance Line, più sportiva
- Business Line

## Evoluzione

### Restyling 2022
Nel mese di settembre del 2022, DS ha presentato un restyling della DS3 Crossback, il quale ha introdotto dei lievi aggiornamenti estetici soprattutto ai fari anteriori e alle luci di posizione di nuovo disegno. Vengono inseriti dei cerchi di nuovo disegno e viene rivisto anche il nome, eliminando la sigla Crossback. A causa della crisi dei chip e della dilatazione dei tempi di consegna, gli allestimenti vengono ridotti al solo Performance Line.

## Motorizzazioni
| Modello           | Disponibilità    | Motore    | Cilindrata (cm³) | Potenza         | Coppia Massima (N·m) | Emissioni CO2 (g/km) | 0–100 km/h (secondi) | Velocità max (km/h) | Consumo medio (km/l)/(km/kWh) |
| 1.2 PureTech      | dal 2019         | Benzina   | 1199             | 74 kW (101 CV)  | 205                  | 123                  | 10,9                 | 181                 | 18,5                          |
| 1.2 PureTech EAT8 | dal 2019         | Benzina   | 1199             | 96 kW (131 CV)  | 230                  | 136                  | 9,2                  | 196                 | 16,7                          |
| 1.2 PureTech EAT8 | dal 2019 al 2022 | Benzina   | 1199             | 115 kW (155 CV) | 240                  | 137                  | 8,2                  | 208                 | 16,4                          |
| 1.5 BlueHDi       | dal 2019 al 2022 | Gasolio   | 1499             | 81 kW (110 CV)  | 250                  | 118                  | 9,7                  | 194                 | 22,2                          |
| 1.5 BlueHDi EAT8  | dal 2019         | Gasolio   | 1499             | 96 kW (131 CV)  | 300                  | 119                  | 9,9                  | 195                 | 22,2                          |
| E-Tense           | dal 2019         | elettrico | -                | 100 kW (136 CV) | 260                  | 0                    | 8,7                  | 150                 | 5,9                           |